# Diocesi di Neocesarea di Siria
La diocesi di Neocesarea di Siria (in latino Dioecesis Neocaesariensis in Syria) è una sede soppressa del patriarcato di Antiochia e una sede titolare della Chiesa cattolica.

## Storia
Neocesarea di Siria, la cui identificazione è oggi incerta, è un'antica sede episcopale della provincia romana della Siria Eufratense nella diocesi civile d'Oriente. Faceva parte del patriarcato di Antiochia ed era suffraganea dell'arcidiocesi di Gerapoli, come attestato da una Notitia episcopatuum del VI secolo.
Sono quattro i vescovi attribuiti a questa antica diocesi: Paolo fu presente al concilio di Nicea del 325 e a quello di Antiochia del 341; Melezio prese parte al concilio di Efeso del 431 e l'anno seguente fu scomunicato per aver sconfessato le decisioni del concilio; Patrizio sottoscrisse gli atti del concilio di Calcedonia del 451; e Giovanni partecipò al concilio di Costantinopoli del 553. A questo vescovi Michel Le Quien aggiunge anche Stiliano Mappa, confuso tuttavia con l'omonimo vescovo di Neocesarea del Ponto.
Dal XIX secolo Neocesarea di Siria è annoverata tra le sedi vescovili titolari della Chiesa cattolica; la sede è vacante dal 24 ottobre 1988.

## Cronotassi

### Vescovi greci
- Paolo † (prima del 325 - dopo il 341)
- Melezio † (prima del 431 - dopo il 432)
- Patrizio † (menzionato nel 451)
- Giovanni † (menzionato nel 553)
- Stiliano Mappa ? † (menzionato nell'888 circa)

### Vescovi titolari
La cronotassi di Neocesarea del Ponto potrebbe comprendere anche alcuni vescovi di questa sede, in quanto nelle fonti citate le due cronotassi non sono distinte.
- Luigi Lazzareschi † (18 marzo 1895 - 22 giugno 1903 nominato arcivescovo titolare di Iconio)[3]
- Maximiano Reynoso y del Corral † (25 giugno 1903 - 21 marzo 1910 deceduto)
- Antonio Tommaso Videmari † (13 febbraio 1925 - 14 marzo 1951 deceduto)
- Marcel-Pierre-Armand Riopel † (30 ottobre 1951 - 24 ottobre 1988 deceduto)